# Metaphysäre Dysplasie
Die Metaphysäre Dysplasie bezeichnet eine Gruppe von Skelettdysplasien mit überwiegend die Metaphysen betreffenden Veränderungen.
Teilweise synonym wird (im englischen Sprachraum)  der Begriff verwendet für das Pyle-Syndrom (Pyle-Krankheit), autosomal-rezessiv vererbt. (METAPHYSEAL DYSPLASIA)
Zu den Metaphysären Dysplasien als Krankheitsgruppe werden gezählt:
- Achondroplasie
- Hypochondroplasie
- Metaphysäre Chondrodysplasien (Metaphysäre Chondrodysplasie Typ Jansen, Metaphysäre Chondrodysplasie Typ Schmid und Knorpel-Haar-Hypoplasie)
- Asphyxierende Thoraxdysplasie
- Ellis-van-Creveld-Syndrom
- Knorpel-Haar-Hypoplasie

Ferner:
- Metaphysäre Dysplasie Typ Braun-Tinschert[4]
- Metaphysäre Dysplasie – Maxillahypoplasie – Brachydaktylie, autosomal-dominant, Mutationen im RUNX2-Gen am Genort 6p21.1[5][6]
- Metaphysäre Dysostose – geistige Retardierung – Schallleitungsschwerhörigkeit[7][8]
- Metaphysäre Dysplasie – Anetoderma – Optikusatrophie[9]

veraltete Bezeichnungen:
- Metaphysäre Dysplasie ohne Hypotrichose (Cartilago-Haarhypoplasie-ähnliches Syndrom; Knorpel-Haar-Hypoplasie ähnliche Skelettdysplasie ohne Hypotrichose), autosomal-rezessiv, Mutationen im RMRP-Gen an 9p13.3[10][11] Verschoben nach Knorpel-Haar-Hypoplasie (Chondrodysplasie, metaphysäre, autosomal-rezessive; McKusick-Chondrodysplasie; METAPHYSEAL CHONDRODYSPLASIA, MCKUSICK TYPE)[12]
- Metaphysäre Chondrodysplasie Typ Spahr[13][14]
- Metaphysäre Chondrodysplasie Typ Kaitila[15]

Im Rahmen von Syndromen kann eine Metaphysäre Dysplasie mit als Hauptmerkmal auftreten wie beim IMAGE-Syndrom.